# Jean-Louis Cheynet
Pour les articles homonymes, voir Cheynet.
Jean-Louis Cheynet (Montélimar, 4 mars 1741–Montélimar, 28 novembre 1809), est un avocat et homme politique français.

## Biographie

### Origines et famille
Né à Montélimar le 4 mars 1741, il est le fils de Louis Cheynet (1714-1791), marchand (fils lui-même de Jacques, aussi marchand et de Catherine Barret) et de Magdeleine-Louise Michel (fille de Jean Michel, notaire, et de Louise Loubaud). Il eut trois frères, qui étaient Nicolas-André, Barthélemy-François, Jacques-Joseph
Il est issu d'une famille de la bourgeoisie de Montélimar  établie depuis la première moitié du XVIe siècle dans la région de Montélimar. Son grand-père Jacques Cheynet (1679-1760), son bisaïeul Charles Cheynet, décédé en 1707 ont également été consuls de Montélimar tout comme le sera son frère Jacques-Joseph Cheynet (en 1786),
De son mariage en 1768 avec Jeanne-Claudine-Elisabeth Nicolas, fille de Joseph-Daniel Nicolas, ancien avocat du roi en l'échevinage et de Jeanne-Monique Lauransil laissa une fille,. 

### Carrière politique et administrative
Il suit d'abord des études de droit à Grenoble, où il obtient son diplôme de bachelier, puis de licencié en droit de l'université. À l'issue de ses études, il est reçu avocat au parlement de Grenoble, ville où il s'établit dans un premier temps. Il revient ensuite habiter sa ville natale, dont il est premier échevin en 1768.
| - Élisabeth Nicolas, épouse de Jean-Louis Cheynet |

Avocat à Montélimar, Jean-Louis Cheynet acquiert, en 1774, l'office d'avocat du roi au siège de la sénéchaussée, laissé vacant par le décès de Claude-Bernard Boisset. Il revendra cette charge en 1785 à son cousin Mathieu-Barthélémy Odouard, futur chevalier de l'Empire.
Il est maire de Montélimar de 1787 à 1790.
| - Avers de la médaille commémorative de la nuit du 4 août 1789, par Pierre Simon Benjamin Duvivier – 1790. |

| - Revers de la médaille commémorative de la nuit du 4 août 1789, par Nicolas Marie Gatteaux – 1790. |

Lieutenant général au grand bailliage de Valence à la suite de l'éphémère réforme de Lamoignon et des édits du 8 mai 1788 — office qu'il n'exercera pas dans les faits —, Jean-Louis Cheynet tente, sans succès, de convaincre ses concitoyens de le députer à l'Assemblée de Vizille. Finalement, le 24 août 1788, il est député par la ville de Montélimar à l'Assemblée de Romans. Élu député du Tiers-état du Dauphiné aux États généraux le 5 janvier 1789, il figure à l'Almanach du Dauphiné pour 1789 comme "colonel honoraire de la milice citoyenne de Montélimar, maire et député". Le 20 juin 1789, il prête le Serment du Jeu de Paume et signe le procès-verbal de la séance. En 1790, il recevra la médaille offerte à tous les députés, commémorant l'abandon des privilèges de la nuit du 4 août 1789. Cette médaille est conservée par sa famille. 
Au cours de son mandat, il est modéré, plutôt monarchien et siège presque constamment avec la majorité de l'assemblée, appuyant, dans les premiers temps, Jean-Joseph Mounier. Il vote en faveur de l'établissement des assignats et vote blanc sur la question du rattachement d'Avignon.
| - Signatures des députés lors du Serment du Jeu de paume, 20 juin 1789. Celle de Jean-Louis Cheynet figure au centre du document, au-dessus du timbre de la Section législative des Archives du royaume. |

| - Serment de Jean-Louis Cheynet lors de sa prise de fonctions de président du Tribunal de district de Montélimar, 18 septembre 1792. |

Le 4 décembre 1790, il devient président du tribunal de Montélimar, position qu'il n'occupe en fait qu'après la dissolution de l'Assemblée constituante, mais ses compatriotes ne l'en appellent pas moins à la présidence de la "Société des Amis de la Liberté et de l'Égalité" de Montélimar", club qui regroupera dans la suite les "enragés" de la ville, ce qui lui vaudra quelque inquiétude lors de la réaction thermidorienne. Il en cède la présidence, le 23 février 1794, à Louis Pellapra. Le 8 brumaire an IV, le Conseil des Cinq-Cents ne l'en comprendra pas moins parmi ses candidats pour l'élection des membres du Directoire. 
Le 17 septembre 1799, il devient maire par intérim de Montélimar et le reste jusqu'en avril 1800, date à laquelle Bonaparte, premier consul, le nomme premier adjoint au maire de Montélimar. Il abandonnera cette place à la fin de la même année, conjointement avec le maire, M. de Saulces de Freycinet, pour protester contre l'énormité des impôts. Il devient également, le 1er juin 1800 (12 prairial an VIII), commissaire du gouvernement près le tribunal de Montélimar. En 1803, il préside l'assemblée du canton et est membre du conseil d'arrondissement. Il sera enfin, sous l'Empire, procureur impérial auprès du tribunal de première instance de Montélimar.
En 1789, Arthur Young, le fameux agronome anglais, rendra visite à Montélimar à Mme Cheynet, entrevue qu'il raconte dans son Voyage en France : 
« 22 août 1789 : « Le soir, M. Faujas vint me prendre pour me mener chez une amie qui s'adonne aux mêmes recherches, Mme Cheynet, dont le mari est membre de l'Assemblée Nationale ; s'il a la bonne fortune de trouver à Versailles une autre dame aussi agréable que celle qu'il a laissée à Montélimar, sa mission ne sera pas stérile et il pourra peut-être s'employer mieux qu'à voter des régénérations. Cette dame nous accompagna dans une promenade que nous fîmes pour visiter les environs de Montélimar, et j'eus le grand plaisir de voir qu'elle était une excellente cultivatrice, avec une grande pratique de cet art ; elle eut la bonté de répondre à maintes de mes questions, particulièrement sur la culture de la soie. Je fus si charmé de la naïveté [en Français dans le texte] de caractère et de l'aimable conversation de cette charmante dame qu'un plus long séjour en cette ville aurait été délicieux ; - mais la charrue ! »

### Mort

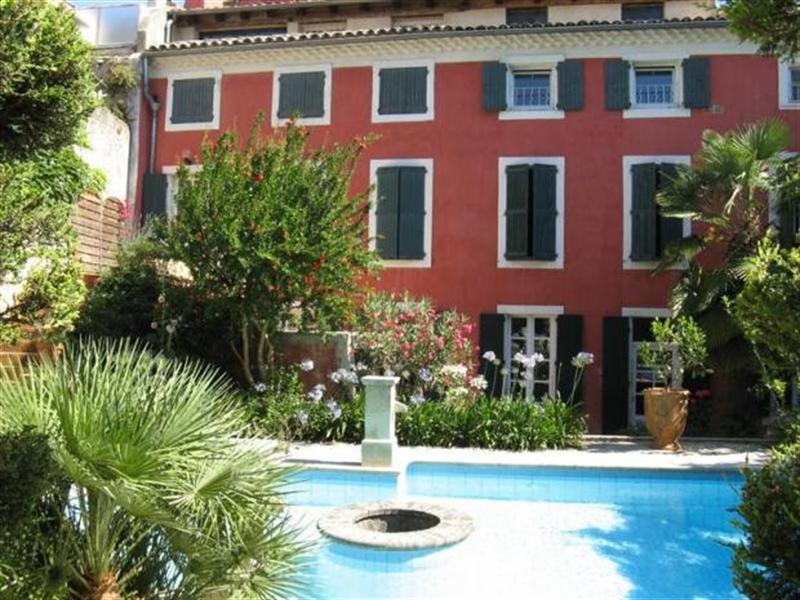
Maison de Jean-Louis Cheynet, 26, rue Montant-au-château à Montélimar, vue côté du jardin

Il meurt au soir du 28 novembre 1809 dans sa maison de Montélimar rue Montant-au-château qu'il avait restaurée et enrichie de meubles et objets achetés à Paris lors de sa députation et que l'on peut encore voir aujourd'hui, à l'angle de la place aux Herbes, 
Depuis 1989, une place de sa ville de Montélimar évoque son souvenir et en 2006, une plaque a été apposée sur sa maison.